# Neotamias sonomae
Neotamias sonomae es una especie de roedor de la familia Sciuridae.

## Distribución geográfica
Es endémica del noroeste de California en los Estados Unidos.